# Langwies
Langwies é uma comuna da Suíça, no Cantão Grisões, com cerca de 297 habitantes. Estende-se por uma área de 54,85 km², de densidade populacional de 5 hab/km². Confina com as seguintes comunas: Arosa, Conters im Prättigau, Davos, Fideris, Klosters-Serneus, Peist.
A língua oficial nesta comuna é o Alemão.

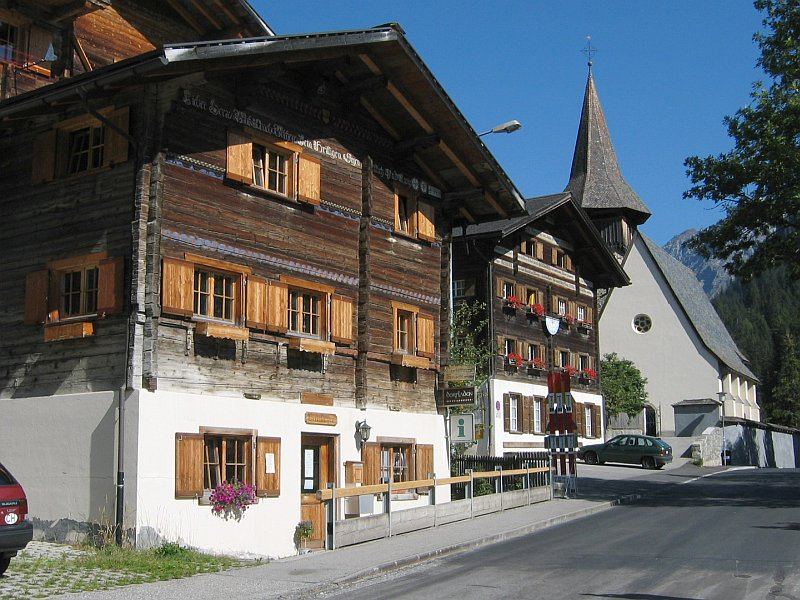
Langwies